# Buchberg (Mecklenburg)
Buchberg (Mecklenburg) este o comună din landul Mecklenburg-Pomerania Inferioară, Germania.